# Tuning samochodów

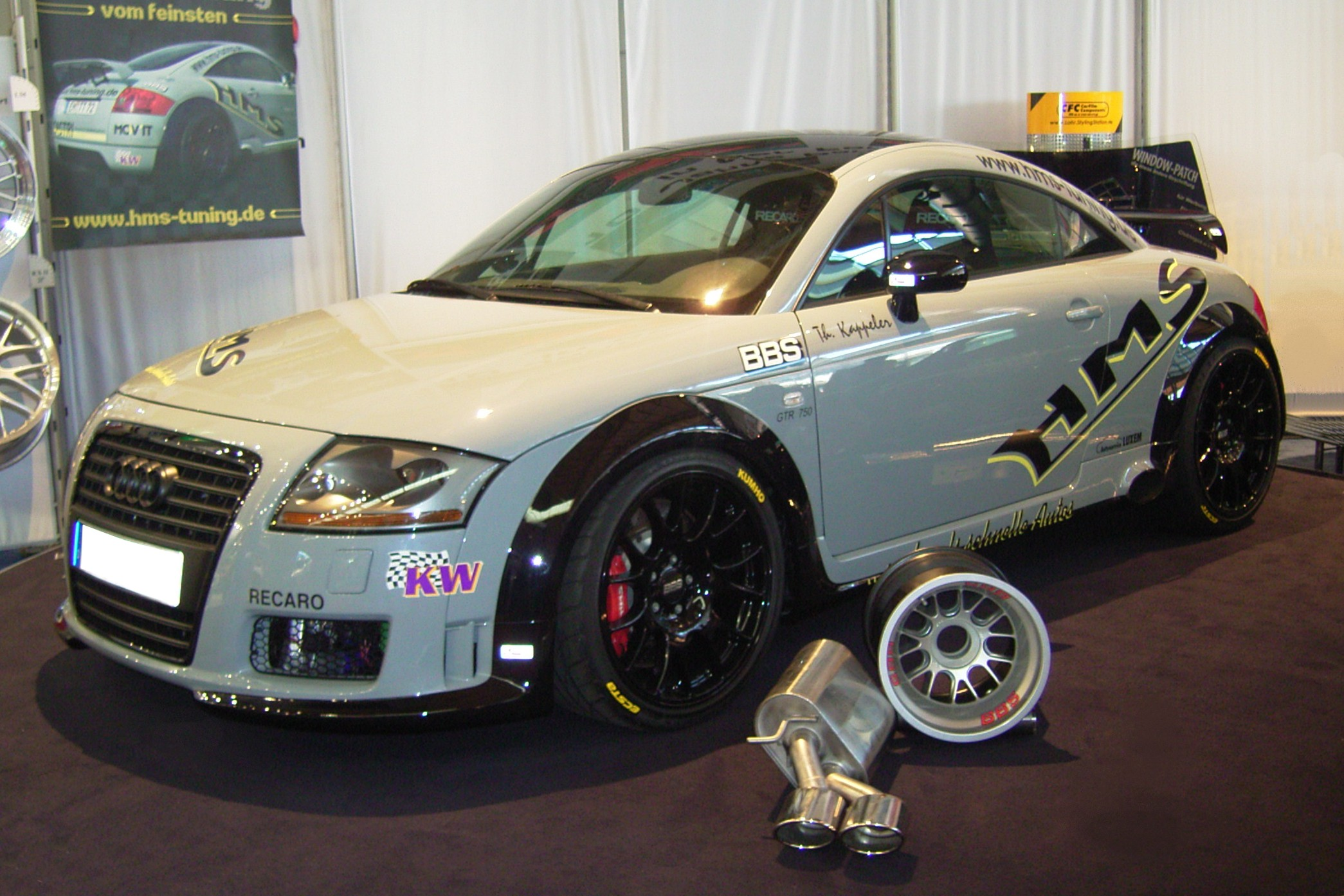
Przykład tuningu optycznego (Audi TT)

Tuning samochodów (z ang. regulacja, strojenie) – zmiana standardowego wyglądu samochodu i jego fabrycznych parametrów technicznych celem stworzenia oryginalnego egzemplarza danego modelu, dostosowanego do gustu właściciela (kolorystyka, osiągi, eksploatacja itp.). Jest to bardzo szerokie pojęcie, pod które podlegają zarówno niewielkie wizualne modyfikacje, jak również przebudowywanie całej karoserii auta czy też modyfikacje mechaniczne z wymianą na mocniejszy silnik włącznie. Najczęściej wyróżnia się tuning mechaniczny, tuning elektroniczny, tuning optyczny (wizualny) i tuning akustyczny wewnętrzny lub zewnętrzny.

## Tuning mechaniczny
Są to modyfikacje silnika, układu napędowego, paliwowego i podwozia pojazdu, dzięki którym osiąga się polepszenie parametrów technicznych i właściwości jezdnych. Modyfikacje układu napędowego i paliwowego mają na celu otrzymanie większej mocy, większego momentu obrotowego, a dzięki temu osiągnięcie większych przyspieszeń i większej prędkości maksymalnej. Mogą to być na przykład:
- wymiana tłoków i korbowodów na bardziej wytrzymałe umożliwiające uzyskanie większej mocy i momentu obrotowego bez ryzyka zniszczenia elementów układu korbowo-tłokowego, bądź takie które zmienią stopień sprężania w cylindrach.
- montaż intercoolera (w silnikach doładowanych turbosprężarką lub sprężarką mechaniczną)
- wymiana wałka rozrządu na sportowy
- wymiana gaźnika
- zastosowanie filtra powietrza o zwiększonej przepustowości
- zmiana faz rozrządu
- zastosowanie wysokoenergetycznych świec zapłonowych
- planowanie głowicy celem podwyższenia stopnia sprężania
- zastosowanie tłumika o obniżonym poziomie oporów przepływu spalin
- polerowanie i prostowanie rur układu dolotowego i wydechowego
- zamontowanie turbosprężarki (dla bezpieczeństwa również zaworu blow off)
- wymiana skrzyni biegów (o innych przełożeniach i czasem o innym sposobie sterowania) i zastosowanie wzmocnionego sprzęgła. Z zasady w tuningowanych pojazdach stosowane są wyłącznie mechaniczne skrzynie biegów, często niesynchronizowane

Modyfikacje podwozia mają na celu osiągnięcie lepszej przyczepności i stabilności pojazdu. Mogą to być na przykład:
- wzmocnione hamulce, odpowiednio do wzrostu prędkości, z jaką eksploatuje się pojazd
- alufelgi, czyli felgi z lekkiego stopu (normalnie jest to stop aluminium lub stop magnezu) – dzięki obniżeniu masy nieresorowanej koła szybciej odzyskują kontakt z nawierzchnią
- obniżenie i zmiana parametrów zawieszenia – dzięki obniżeniu środka ciężkości pojazd lepiej trzyma się drogi, zaś zmienione charakterystyki resorów i amortyzatorów zapewniają lepszą przyczepność i szybszy odzysk kontaktu opon z nawierzchnią
- wymiana mechanizmu różnicowego na mechanizm o podwyższonym współczynniku tarcia dla poprawy sterowności samochodu

Częścią tuningu może też być montaż elementów podnoszących bezpieczeństwo kierowcy (5-punktowe pasy bezpieczeństwa, klatka zapobiegająca zgnieceniu przedziału pasażerskiego, układ gaśniczy, dodatkowe reflektory) i pozwalających kierowcy na pełniejszą kontrolę nad pojazdem (kierownica o mniejszej średnicy, dodatkowe wskaźniki pracy podzespołów silnika).
Zakres modyfikacji zależy od przeznaczenia pojazdu i zasobności kieszeni właściciela. Najszerszy zakres tuningu spotyka pojazdy przeznaczone do udziału w rajdach. Tuning przeprowadzają specjalizowane firmy, choć niektóre elementy można kupić na rynku detalicznym i zainstalować samemu lub w zaprzyjaźnionym warsztacie.
Źle przeprowadzony tuning mechaniczny może dać rezultaty odmienne od oczekiwanych. Na przykład samo obniżenie zawieszenia przez skrócenie sprężyn powoduje zmianę geometrii zawieszenia, przez co mimo obniżenia środka ciężkości spada przyczepność na zakrętach! Źle dobrany i źle ustawiony spojler również obniża osiągi pojazdu przez zwiększenie oporu powietrza, nie dając w zamian polepszenia przyczepności. Zastosowanie tzw. sportowego tłumika, o ile nie jest częścią starannego dopieszczenia silnika i całego układu wydechowego, daje tylko efekty dźwiękowe, nie mając zauważalnego wpływu na osiągi.

### Tuning elektroniczny
Ma cel podobny, co tuning mechaniczny, ale z uwagi na to, że dotyczy zmian oprogramowania elektronicznego modułu sterowania silnika, może być wyróżniony jako osobna kategoria. Dzięki zmianom oprogramowania można zmienić:
- prędkość maksymalną
- maksymalne obroty silnika
- ciśnienie doładowania (jeśli auto wyposażone jest w turbosprężarkę o zmiennej geometrii łopatek lub zawór upustowy/recyrkulacyjny sterowany elektronicznie)
- Stosunek paliwa do powietrza (air:fuel ratio)
- kąt zapłonu
- kąt i czas wtrysku

Producenci silników spalinowych pozostawiają pewną rezerwę mocy i momentu obrotowego w seryjnym oprogramowaniu sterownika silnikowego. Ma ona na celu zapewnienie bezpieczeństwa jednostki napędowej w przypadkach bardzo wysilonej pracy lub bardzo złych warunków pracy dla silnika. Bezpieczne przyrosty dla silników wolnossących to ok. 5% oryginalnej mocy, dla silników doładowanych 20%, a nawet 50% nominalnej mocy.

## Tuning optyczny

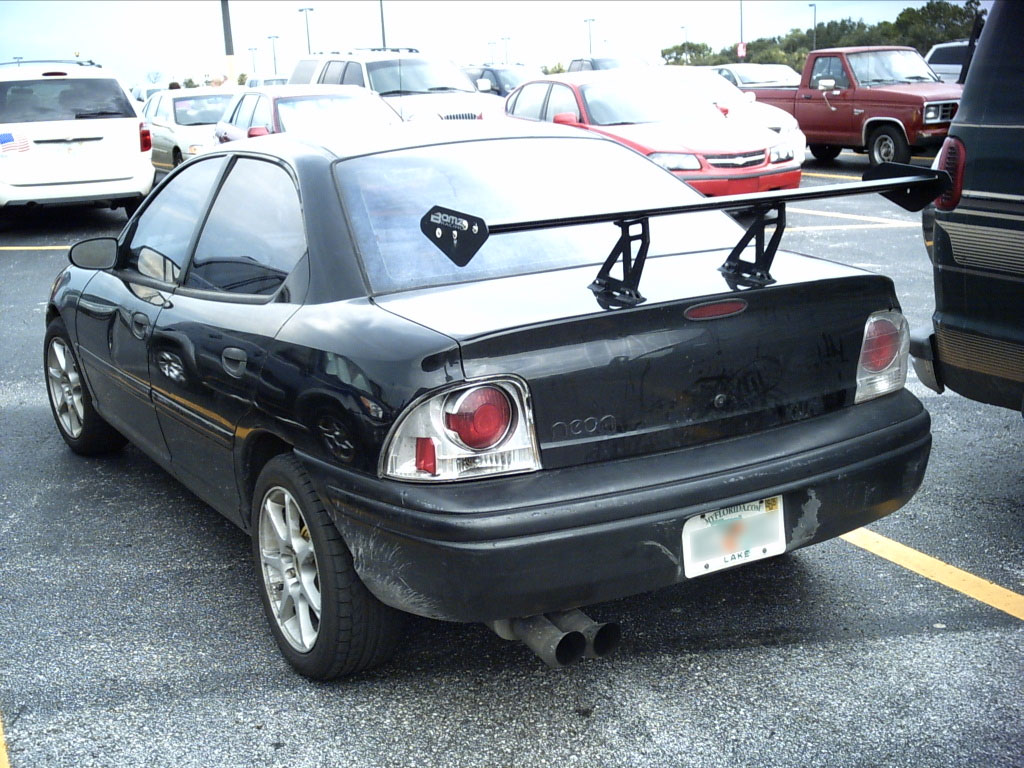
Tuning optyczny

Ma na celu zmianę wyglądu pojazdu, podkreślenie jego wyższych parametrów, a także zaznaczenie indywidualności właściciela i podniesienie komfortu jazdy. Niektóre elementy tuningu mechanicznego są jednocześnie elementami tuningu optycznego (np. alufelgi) albo wręcz nie mają żadnego zauważalnego wpływu na osiągi, stając się jedynie optycznym tuningiem (np. sportowy tłumik wstawiony w miejsce fabrycznego, gdy jego montaż nie wiąże się z tuningiem silnika). Generalnie jednak tuning optyczny jest przeciwieństwem mechanicznego, gdyż albo nie prowadzi do polepszenia osiągów pojazdu, albo wręcz osiągi pogarsza. Przykładem może być montaż różnych „dekoracji” zwiększających opór powietrza lub zastosowanie zbyt dużych felg, a tym samym szerokich opon, do samochodu o słabych osiągach – szerokie opony zwiększają opory ruchu, co przekłada się na dynamikę jazdy, a właściwie jej brak.
Pojęcie tuningu optycznego przyjęło się, jednak nie jest do końca prawidłowe. Tuning to wyłącznie dostrajanie i ulepszanie podzespołów, które mają za zadanie wprawiać samochód w ruch, czyli osiąganie większej prędkości, zwiększenie przyspieszenia, zwiększenie elastyczności silnika. Tuningiem nie jest jednak instalowanie systemów car-audio, instalowanie komponentów, które mają za zadanie zwiększenie atrakcyjności samochodu itp.

## Zmiany niezaliczane do tuningu
Niektóre modyfikacje samochodu nie są uważane za tuning.
Po pierwsze są to zmiany polegające na wprowadzaniu rozwiązań dostępnych u producenta danego modelu samochodu, ale nieobecnych w konkretnej wersji wyposażeniowej – do tuningu jednakże mogą zostać zaliczone funkcjonalne odpowiedniki tych zmian wykonane przy użyciu nieproducenckich rozwiązań. Dla przykładu nabywca samochodu w wersji wyposażeniowej nieprzewidującej instalacji kierunkowskazów bocznych w lusterkach oraz podgrzewania szkieł lusterek, jeśli doprowadzi do zainstalowania fabrycznych lusterek wyposażonych w takie rozwiązania, ale przeznaczonych do innych wersji wyposażeniowych, nie przeprowadza tuningu. Natomiast, jeśli ów właściciel zamontuje zindywidualizowane (nieproducenckie) kierunkowskazy boczne w lusterkach oraz instalację podgrzewającą zamiast rozwiązań fabrycznych, to jego działania czasem zostaną uznane za tuning.
Po drugie za tuning nie są uważane zmiany, których zastosowanie wynikło z okoliczności innych niż wolna wola właściciela. Przykładem takich rozwiązań może być dostosowanie oświetlenia, lusterek bocznych i układu wydechowego w samochodzie sprowadzonym z USA do polskich wymogów.

## Detuning
Pojęciem „detuningu” określane jest przywracanie stanu pierwotnego samochodu poprzez usuwanie zmian, do jakich doszło podczas tuningu.
Odpowiedniki terminu w innych językach:
- język angielski: ricing, chavving up